# Max Wallner
Pour les articles homonymes, voir Wallner.
Max Wallner, né le 6 juillet 1891 à Francfort-sur-le-Main et décédé le 27 mai 1951 à Mondsee, en Autriche est un librettiste, auteur de chansons, compositeur et scénariste allemand.

## Biographie
Après son doctorat en droit (Doktor der Rechtswissenschaften), Wallner prend la direction commerciale de la société Moravie AG à Olomouc. En 1918, il se fixe à Vienne et poursuit des études de musique qu'il interrompt à nouveau.
En 1925, il dirige son opérette Die verbotene Frau zur Aufführung. Il se rend ensuite à l'Italie, où, en 1928, il crée l'opérette Ku-Ku Li. Vu le peu de succès qu'il obtient, il retourne à Berlin en 1928 et se consacre essentiellement à l'écriture des textes. En 1932, il travaille en tant que coscénariste. Il crée plusieurs opérettes, des adaptations d'opérettes, ainsi que des thrillers et des comédies.
Après le succès de Saison in Salzburg, en collaboration avec Kurt Feltz, avec une musique de Fred Raymond, ils se concentrent tous deux sur cette profession. En 1942, il écrit avec Feltz la chanson Es geht alles vorüber, es geht alles vorbei, popularisée par la chanteuse Lale Andersen.

## Œuvres principales

### Opérettes
- Die verbotene Frau zur Aufführung. (1925)
- Ku-Ku Li (1928)

### Livrets
- 1938: Saison in Salzburg (avec Kurt Feltz, musique de Fred Raymond)
- 1938: Heut tanzt Gloria (avec Kurt Feltz, musique de Willy Richartz)
- 1939: Das Bett der Pompadour (avec Kurt Feltz, musique de Fred Raymond)
- 1941: Die Perle von Tokay (avec Kurt Feltz, musique de Fred Raymond)
- 1943: Wollen sie meine Frau werden ? (avec Kurt Feltz, musique de Werner Bochmann)
- 1944: Die glücklichste Frau der Welt
- 1948: Flieder aus Wien (musique de Fred Raymond)
- 1949: Romanze im Schloß (avec Otto Bielen, musique de Fred Raymond)
- 1949: Wohin mit der Frau (musique de Fred Raymond)
- 1950: Der Kurier der Königin (avec Kurt Feltz, musique de Nico Dostal)

### Scénarios
| - 1932: Na wunderbar - 1932: Kampf - 1934: Zigeunerblut - 1934: Du bist entzückend, Rosmarie ! - 1934: Ich sing' mich in dein Herz hinein - 1934: Rosen aus dem Süden - 1934: Herr Kobin geht auf Abenteuer - 1934: Der letzte Walzer - 1935: Der rote Reiter - 1935: Alles um eine Frau - 1935: Alle Tage ist kein Sonntag - 1935: Alles weg’n dem Hund - 1935: Der Vogelhändler | - 1935: Familie Schimek - 1935: Im weißen Rößl - 1936: Mädchenräuber - 1936: Blinde Passagiere - 1936: Blumen aus Nizza d'Augusto Genina - 1936: Die Jugendsünde - 1936: Lumpacivagabundus de Géza von Bolváry - 1937: Premiere de Géza von Bolváry - 1937: Meiseken / Gelegenheit macht Diebe - 1937: Musik für dich - 1939: Die kluge Schwiegermutter - 1940: Falstaff in Wien |